# Stanislav Sergeyevich Buchnev
Stanislav Sergeyevich Buchnev (tiếng Nga: Станислав Серге́евич Бучнев; sinh ngày 17 tháng 7 năm 1990) là một cầu thủ bóng đá người Nga. Anh thi đấu cho FC Tyumen.